# Triclistus bicolor
Triclistus bicolor är en stekelart som beskrevs av Gyöö Viktor Szépligeti 1908. Triclistus bicolor ingår i släktet Triclistus och familjen brokparasitsteklar. Inga underarter finns listade i Catalogue of Life.